# 石川佳純
石川佳純（日语：／ Ishikawa Kasumi，1993年2月23日—），日本退役女子乒乓球运动员，左手橫拍。山口縣出生，畢業於四天王寺羽曳丘中学校及四天王寺高等学校。原隸屬於三起商行JSC，高中畢業後轉投IMG。其技術特點是能適應多板相持、連續性銜接好、多變的發球和前三板攻擊。粉絲名為「純蜜」。

## 簡歷
雙親均是日本乒乓球運動員，母親更是前日本國家代表石川久美。小學一年級在家附近的白石乒乓球俱樂部開始練習乒乓球。在母親的指導下，石川佳純從小就進行著嚴格的訓練 。練習3個月之後，參加日本乒乓球錦標賽（8歲以下組別）（全日本選手権バンビの部），並打進六十四強。
其後在母親的指導下，在「山口少年俱樂部」訓練，每周雙休日參加在各地舉行的比賽，以大人為對手堆積了實戰經驗。小學6年級的時候，參加了2005年日本乒乓球錦標賽（全日本卓球選手権大會），在女子單打比賽中，戰勝了高中生和大學生進入了第三輪比賽，與福原愛一樣而被稱為「小愛2世」（愛ちゃん2世）。2006年的日本乒乓球錦標賽打進了第五輪。同年春天進入了日本國家隊。
因為視力不佳，經常要戴眼鏡。不過，從2006年開始換了隱形眼鏡。
2007年日本錦標賽上，她擊敗多名強敵殺入半決賽，達成了連福原愛都沒有達到的高度，創下了闖入半決賽最年輕選手的紀錄。這之後，石川佳純在同齡人中所向披靡，全國中學生大賽三連霸，全國青少年大賽四連霸，全國高中生運動會三連霸，她打破了一個又一個的紀錄 。
2008～2009年，作為高中一年級學生的石川佳純，完成了高中校際比賽（インターハイ）、國民體育大會、全國高等學校選抜卓球大會、日本乒乓球錦標賽（少年組）等日本國內高中生水平4大比賽完全稱霸的壯舉。2009年進入橫濱世乒賽8強，其中在第二輪對戰世界排名第10位的香港選手帖雅娜的比賽中，石川佳純在0-3大比分、第四局3-9的劣勢中完成反超，以11-9拿下第四局，並連扳三局，最終以4-3的大比分反敗為勝。接着先後戰勝隊友福岡春菜和新加坡選手于夢雨，順利晉級8強。在1/4決賽中對陣世界排名第一的中國選手張怡寧，以1-4的比分完成了一場良好的比賽。這也是自福原愛在2003年巴黎世乒賽以來再次有日本女子選手進入世乒賽8強。 
2010年11月，石川佳純代表日本出戰廣州亞運會，參加乒乓球比賽的女子雙打（夥拍：福原愛）、混合雙打（夥拍：松平健太）及團體項目，在雙打項目奪得兩面銅牌。
2012年7月，石川佳純參加倫敦奧運。在女單1/4決賽中淘汰新加坡的王越古，以僅僅十八歲之齡進入四強。半決賽負於中國的李曉霞後，銅牌戰中再遭新加坡選手馮天薇為隊友復仇，只得第4名。不過，在之後的女子團體賽事，日本成功打入決賽，最後獲得銀牌。。
2014年東京團體世乒賽，在主將福原愛傷病缺陣的情况下，石川佳純毅然肩負起第一單打重任，帶領平野早矢香和石垣優香等年輕隊員擊敗荷蘭隊和香港隊等強敵，成功進入決賽。儘管在決賽中遭中國隊以3：0橫掃，屈居亞軍，但其日漸成熟的實力已經得到了證明。同年十月更在林茨世界盃奪得季軍，收穫了生涯首個世界三大賽事奬牌。
2015年蘇州世乒賽中，石川佳纯與隊友吉村真晴夥拍混雙，在決賽中負於許昕（中國）和梁夏銀（韓國）的跨國組合，獲得混雙亞軍。同年再度參加世界杯，奪得亞軍。 
2016年出戰里約奥運。在女單首輪遭北韓黑馬金宋依以4：3爆冷出局。在之後的女團半決賽中遭遇德國隊，儘管獨取單打兩分，但仍以盤數2：3遺憾告敗。在之後的銅牌戰擊敗新加坡獲得銅牌。
2017年杜塞爾杜夫世乒賽，再次與吉村真晴夥拍雙打。在半決賽中以4：3險勝方博（中國）和索爾佳（德國）的跨國組合。決賽遭遇中华台北的陳建安和鄭怡靜，在局數3：1落後的情况下，連扳三局逆轉，最終以4：3奪得混雙冠軍，實現了個人首個世界冠軍，也是48年來（自1969年起）日本首個世乒賽混雙冠軍。
2018年石川佳純被任命為日本女子乒乓球隊的隊長，並帶領球隊贏得2018年世界乒乓球團體錦標賽銀牌。
2021年，石川佳纯在2020年夏季奥林匹克运动会乒乓球比赛中，与伊藤美誠、平野美宇获得女子团体银牌，同时她也是该届奥运会的运动员宣誓代表之一。
2023年，石川佳純在參加WTT冠軍系列賽澳門站後正式宣佈于2023年5月1日退役。

## 大赛战绩
| 年份   | 賽事                     | 項目        | 搭檔                                    | 成績   |
| ------ | ------------------------ | ----------- | --------------------------------------- | ------ |
| 2007年 | 亞洲盃乒乓球錦標賽       | 女子單打    | -                                       | 季軍   |
| 2008年 | 世界乒乓球锦标赛         | 女子團體    | -                                       | 季軍   |
| 2009年 | 世界乒乓球锦标赛         | 女子單打    | -                                       | 八強   |
| 2009年 | 摩洛哥公開賽             | 女子單打    | -                                       | 八強   |
| 2009年 | 摩洛哥公開賽             | 女子雙打    | 福原愛                                  | 冠軍   |
| 2009年 | 東亞運動會               | 女子雙打    | 福原愛                                  | 冠軍   |
| 2009年 | 東亞運動會               | 混和雙打    | 岸川聖也                                | 季軍   |
| 2009年 | 東亞運動會               | 女子團體    | -                                       | 季軍   |
| 2010年 | 德國公開賽               | 女子雙打    | 福原愛                                  | 冠軍   |
| 2010年 | 莫斯科世界乒乓球賽       | 女子團體    | -                                       | 季軍   |
| 2010年 | 日本公開賽               | 女子單打    | -                                       | 八強   |
| 2010年 | 摩洛哥公開賽             | 女子單打    | -                                       | 冠軍   |
| 2010年 | 摩洛哥公開賽             | 女子雙打    | 福原愛                                  | 冠軍   |
| 2010年 | 世界盃乒乓球錦標賽       | 女子團體    | -                                       | 季軍   |
| 2010年 | 匈牙利公開賽             | 女子雙打    | 福原愛                                  | 冠軍   |
| 2010年 | 青少年巡迴賽總決賽       | 女子單打    | -                                       | 冠軍   |
| 2010年 | 亞洲運動會               | 女子雙打    | 福原愛                                  | 季軍   |
| 2010年 | 亞洲運動會               | 混和雙打    | 松平健太                                | 季軍   |
| 2010年 | 世界青年錦標賽           | 女子單打    | -                                       | 亞軍   |
| 2010年 | 世界青年錦標賽           | 女子雙打    | ?                                       | 亞軍   |
| 2010年 | 世界青年錦標賽           | 女子團體    | -                                       | 冠軍   |
| 2011年 | 英國公開賽               | 女子單打    | -                                       | 八強   |
| 2011年 | 英國公開賽               | 女子雙打    | 平野早矢香                              | 準決賽 |
| 2011年 | 英國公開賽               | U21女子單打 | -                                       | 冠軍   |
| 2011年 | 西班牙公開賽             | 女子單打    | -                                       | 八強   |
| 2011年 | 西班牙公開賽             | U21女子單打 | -                                       | 冠軍   |
| 2011年 | 日本公開賽               | 女子單打    | -                                       | 準決賽 |
| 2011年 | 日本公開賽               | 女子雙打    | 福原愛                                  | 準決賽 |
| 2011年 | 摩洛哥公開賽             | 女子單打    | -                                       | 八強   |
| 2011年 | 摩洛哥公開賽             | 女子雙打    | 平野早矢香                              | 亞軍   |
| 2011年 | 智利公開賽               | 女子單打    | -                                       | 冠軍   |
| 2011年 | 智利公開賽               | 女子雙打    | 平野早矢香                              | 冠軍   |
| 2011年 | 中國公開賽               | 女子單打    | -                                       | 八強   |
| 2011年 | 中國公開賽               | 女子雙打    | 福原愛                                  | 準決賽 |
| 2011年 | 奧地利公開賽             | 女子單打    | -                                       | 八強   |
| 2011年 | 奧地利公開賽             | 女子雙打    | 福原愛                                  | 準決賽 |
| 2011年 | 瑞典公開賽               | 女子單打    | -                                       | 八強   |
| 2011年 | 瑞典公開賽               | 女子雙打    | 福原愛                                  | 準決賽 |
| 2011年 | 瑞典公開賽               | U21女子單打 | -                                       | 冠軍   |
| 2011年 | 世界盃                   | 女子團體    | -                                       | 亞軍   |
| 2011年 | 年度總決賽               | 女子單打    | -                                       | 八強   |
| 2011年 | 年度總決賽               | 女子雙打    | 福原愛                                  | 亞軍   |
| 2012年 | 全日本乒乓球錦標賽       | 女子單打    | -                                       | 亞軍   |
| 2012年 | 斯洛文尼亞公開賽         | 女子單打    | -                                       | 八強   |
| 2012年 | 斯洛文尼亞公開賽         | U21女子單打 | -                                       | 冠軍   |
| 2012年 | 卡塔爾公開賽             | U21女子單打 | -                                       | 冠軍   |
| 2012年 | 亞洲乒乓球錦標賽         | 女子單打    | -                                       | 八強   |
| 2012年 | 亞洲乒乓球錦標賽         | 女子團體    | -                                       | 季軍   |
| 2012年 | 西班牙公開賽             | 女子單打    | -                                       | 準決賽 |
| 2012年 | 西班牙公開賽             | U21女子單打 | -                                       | 冠軍   |
| 2012年 | 智利公開賽               | U21女子單打 | -                                       | 冠軍   |
| 2012年 | 韓國公開賽               | U21女子單打 | -                                       | 冠軍   |
| 2012年 | 日本公開賽               | U21女子單打 | -                                       | 冠軍   |
| 2012年 | 奧運會                   | 女子單打    | -                                       | 準決賽 |
| 2012年 | 奧運會                   | 女子團體    | -                                       | 亞軍   |
| 2012年 | 年度總決賽               | U21女子單打 | -                                       | 冠軍   |
| 2013年 | 全日本乒乓球錦標賽       | 女子單打    | -                                       | 亞軍   |
| 2013年 | 全日本乒乓球錦標賽       | 混和雙打    | 吉村真晴                                | 亞軍   |
| 2013年 | 奧地利公開賽             | 女子單打    | -                                       | 準決賽 |
| 2013年 | 奧地利公開賽             | 女子雙打    | 森園美咲                                | 準決賽 |
| 2013年 | 科威特公開賽             | 女子單打    | -                                       | 八強   |
| 2013年 | 科威特公開賽             | 女子雙打    | 森園美咲                                | 亞軍   |
| 2013年 | 日本12強賽               | 女子單打    | -                                       | 冠軍   |
| 2013年 | 世界盃                   | 女子團體    | -                                       | 亞軍   |
| 2013年 | 韓國公開賽               | 女子單打    | -                                       | 亞軍   |
| 2013年 | 亞洲盃                   | 女子單打    | -                                       | 季軍   |
| 2013年 | 亞洲盃乒乓球錦標賽       | 女子單打    | -                                       | 八強   |
| 2013年 | 亞洲盃乒乓球錦標賽       | 女子團體    | -                                       | 季軍   |
| 2013年 | 中國公開賽               | 女子單打    | -                                       | 八強   |
| 2013年 | 中國公開賽               | 女子團體    | -                                       | 季軍   |
| 2013年 | 日本神戶乒乓球女子世界盃 | 女子單打    | -                                       | 八強   |
| 2013年 | 東亞運動會               | 女子單打    | -                                       | 季軍   |
| 2013年 | 東亞運動會               | 女子團體    | -                                       | 亞軍   |
| 2013年 | 俄羅斯公開賽             | 女子單打    | -                                       | 八強   |
| 2013年 | 俄羅斯公開賽             | 女子雙打    | ?                                       | 準決賽 |
| 2014年 | 全日本乒乓球錦標賽       | 女子單打    | -                                       | 冠軍   |
| 2014年 | 全日本乒乓球錦標賽       | 女子雙打    | 平野早矢香                              | 冠軍   |
| 2014年 | 全日本乒乓球錦標賽       | 混和雙打    | 吉村真晴                                | 亞軍   |
| 2014年 | 科威特公開賽             | 女子單打    | -                                       | 準決賽 |
| 2014年 | 科威特公開賽             | U21女子單打 | -                                       | 亞軍   |
| 2014年 | 中國公開賽               | 女子單打    | -                                       | 八強   |
| 2014年 | 世界乒乓球團體錦標賽     | 女子團體    | -                                       | 亞軍   |
| 2014年 | 亞洲運動會               | 女子團體    | -                                       | 亞軍   |
| 2014年 | 世界盃                   | 女子單打    | -                                       | 季軍   |
| 2015年 | 世界乒乓球錦標賽         | 混和雙打    | 吉村真晴                                | 亞軍   |
| 2015年 | 世界盃                   | ?           | ?                                       | 亞軍   |
| 2016年 | 世界乒乓球團體錦標賽     | 女子團體    | -                                       | 亞軍   |
| 2016年 | 奧運會                   | 女子團體    | -                                       | 季軍   |
| 2017年 | 韓國公開賽               | ?           | ?                                       | 亞軍   |
| 2017年 | 世界乒乓球團體錦標賽     | 混和雙打    | 吉村真晴                                | 冠軍   |
| 2017年 | 保加利亞公開賽           | 女子單打    | -                                       | 冠軍   |
| 2017年 | 保加利亞公開賽           | 女子雙打    | 伊藤美誠                                | 冠軍   |
| 2017年 | 捷克公開賽               | 女子單打    | -                                       | 冠軍   |
| 2018年 | 世界乒乓球團體經典賽     | ?           | ?                                       | 亞軍   |
| 2018年 | 德國公開賽               | 女子單打    | -                                       | 冠軍   |
| 2018年 | 亞洲盃乒乓球錦標賽       | ?           | ?                                       | 季軍   |
| 2018年 | 世界乒乓球團體錦標賽     | 女子團體    | 伊藤美誠、早田希娜、 平野美宇、長崎美柚 | 亞軍   |
| 2018年 | 捷克公開賽               | 女子單打    | -                                       | 冠軍   |
| 2020年 | 奧運會                   | 女子團體    | 伊藤美誠、平野美宇                      | 亞軍   |

## 電影
- 兵乓少女大逆襲（2017年10月21日、東寶）。

## 争议

### 参拜东乡神社
2024年7月5日，石川佳纯在富士电视台对其与张本智和的专访称两人曾在2024年巴黎奥运会开幕前参拜位于东京涩谷的东乡神社（祭祀曾参与中日甲午战争的东乡平八郎的神社），结果在一个月之后被中国大陆网民发现引起声讨。而观察者网则批评张本智和参拜东乡神社的行为。2024年8月15日，中国国乒运动员马龙取消关注石川佳纯在微博的账号。

## 外部連結
- 石川佳純公式網站 （页面存档备份，存于） （日語）
- 石川佳純的Instagram帳戶 （页面存档备份，存于）
- 石川佳纯Kasumi-chan的新浪微博
- ITTF石川佳純戰績 （英文）
- 全農所屬契約 （日語）
- IMG Sports ＆ Entertainment （页面存档备份，存于） （日語）
- Nittaku日本桌球株式會社 （页面存档备份，存于） （日語）